# Elvira Bach
Pour les articles homonymes, voir Bach.
Elvira Bach, née en 1951 à Bad Soden am Taunus, est une peintre et sculptrice allemande.

## Biographie
Elvira Bach est née en 1951 à Neuenhain, un quartier de Bad Soden am Taunus.
Elle étudie à l'École de verrerie de Hadamar (1967-1970) et sous la direction de Hann Trier (de) à l'université des arts de Berlin (1972-1979). À partir de 1981, elle est l'une des rares femmes artistes à participer à de nombreuses expositions collectives des Nouveaux Fauves, groupe néo-expressionniste allemand. L'année suivante, elle est invitée à la documenta 7 à Cassel, qui lui ouvre la porte à de nombreuses expositions nationales et internationales[réf. souhaitée], et s'installe un temps en République dominicaine.
Elle travaille à Berlin-Ouest et expose pour la première fois à St Paul de Vence en 1986. Les portraits féminins sont au cœur de son travail.
Elvira Bach est la mère du joueur international allemand de basket-ball Maodo Lô.

## Œuvre
Ses portraits de femmes néo-expressionnistes reflètent les thèmes de sa propre vie. Les œuvres du début des années 1980 tournent en grande partie autour du thème du « moi » (Chouette de nuit, Femme sophistiquée, Toujours moi). Après son mariage, la naissance de ses fils et le repli sur sa vie privée domestique, ses œuvres reflètent de plus en plus son environnement familial (enfants, cuisine, art).[réf. souhaitée]
Elle fabrique ses propres gouaches. En plus de la peinture, Elvira Bach travaille également sur des sérigraphies, des sculptures en bronze, des céramiques et des sculptures en verre de Murano.